# アリバイ崩し承ります
『アリバイ崩し承ります』（アリバイくずしうけたまわります）は、大山誠一郎による推理小説。
時計屋の若き女性店主が祖父譲りの推理力を発揮して、警察の捜査一課が頭を悩ませる難事件のアリバイ崩しに挑むさまを描く。
2020年1月期にテレビ朝日系で浜辺美波主演によりテレビドラマ化され、同年2月にsanorinの作画で漫画化された。

## 概要
2014年から2017年にかけて実業之日本社の雑誌『月刊ジェイ・ノベル』に掲載された。2018年9月7日に単行本、2019年11月25日に文庫本が発売された。
2019年から2021年にかけて続編となる「アリバイ崩し承ります2」が『Webジェイ・ノベル』に掲載され、2022年3月17日に『時計屋探偵の冒険 アリバイ崩し承ります2』として単行本が発売された。
2012年に収録作品全てが密室物という連作短編集『密室蒐集家』を上梓した大山誠一郎による、収録作品全てがアリバイ崩し物の連作短編集である。執筆の際、トリックのパターンの分類には有栖川有栖の小説『マジックミラー』に登場する「アリバイ講義」を参考にした。
第1作『アリバイ崩し承ります』は、『2019本格ミステリ・ベスト10』にて国内ランキング1位、『このミステリーがすごい！ 2019年版』にて国内編15位にランクインし、第19回本格ミステリ大賞小説部門候補作にも選ばれた。
『2019本格ミステリ・ベスト10』にて羽住典子は、主人公にアリバイ崩しを依頼する刑事の「僕」に名前がないことなどを挙げ、「本書のコンセプトはシンプル・イズ・ベスト。限界まで余分なものを削ぎ落とし、必要最小限の素材だけで物語を構成している」「事件もアリバイ崩しにのみ焦点を絞っているため、犯人当てや動機の考察は手がかりにならず、それによって関係者たちの心情を考慮する必要もない」と批評した。
2022年、第2作『時計屋探偵の冒険 アリバイ崩し承ります2』収録の「時計屋探偵と二律背反のアリバイ」が第75回日本推理作家協会賞短編部門を受賞した。

## あらすじ
鯉川商店街にある美谷時計店には、「アリバイ崩し承ります」という一風変わった張り紙がある。店主の美谷時乃が、成功報酬一回5000円で依頼者の話を聞いてアリバイを崩してくれるのだ。「何時何分にどこそこにいた」というアリバイには時計が深く関わっているので、アリバイ崩しを仕事として引き受けているのだという。以前は時計店の先代である時乃の祖父がアリバイ崩しをしていたが、祖父が亡くなってからは、時乃がその仕事を引き継いでいた。
4月から県警捜査一課に配属された新米刑事の僕は、守秘義務違反を反省しつつも、今日も時乃に実際に起きた事件のアリバイ崩しを頼んでしまう。

## 登場人物
美谷 時乃（みたに ときの）
美谷時計店の店主。20代半ばの落ち着いた雰囲気の女性。白兎のような顔立ちで、髪型はボブ。いつも時計修理用の作業着を着ている。
幼稚園のころに両親を亡くし、時計店をしていた祖父に引き取られた。
小学3年生から祖父が亡くなるまでの14年間、祖父から時計修理とアリバイ崩しの技術を学んだ。
依頼者の話を聞くだけで、「時を戻すことができました。○○さんのアリバイは、崩れました」と口上を述べてから、推理を披露する。
「僕」
県警本部捜査一課第二強行犯捜査第四係の最年少刑事。4月に交番勤務から捜査一課に異動したばかり。
時乃に相談していることは周囲には秘密にしているため、捜査一課内ではアリバイ崩しの名手と思われている。

## 書誌情報・収録作品
アリバイ崩し承ります
- 単行本：2018年09月07日発売、実業之日本社、ISBN 978-4-408-53729-0
- 文庫本：2019年11月25日発売、実業之日本社文庫、ISBN 978-4-408-55548-5

| タイトル                           | 初出                               |
| ---------------------------------- | ---------------------------------- |
| 時計屋探偵とストーカーのアリバイ   | 『月刊ジェイ・ノベル』2014年10月号 |
| 時計屋探偵と凶器のアリバイ         | 書き下ろし                         |
| 時計屋探偵と死者のアリバイ         | 『月刊ジェイ・ノベル』2015年10月号 |
| 時計屋探偵と失われたアリバイ       | 『月刊ジェイ・ノベル』2016年3月号  |
| 時計屋探偵とお祖父さんのアリバイ   | 『月刊ジェイ・ノベル』2017年2月号  |
| 時計屋探偵と山荘のアリバイ         | 『月刊ジェイ・ノベル』2015年4月号  |
| 時計屋探偵とダウンロードのアリバイ | 書き下ろし                         |

時計屋探偵の冒険 アリバイ崩し承ります2
- 単行本：2022年3月17日発売、実業之日本社、ISBN 978-4-408-53802-0

| タイトル                           | 初出                                    |
| ---------------------------------- | --------------------------------------- |
| 時計屋探偵と沈める車のアリバイ     | 『Webジェイ・ノベル』2019年10月8日配信  |
| 時計屋探偵と多すぎる証人のアリバイ | 『Webジェイ・ノベル』2019年12月24日配信 |
| 時計屋探偵と一族のアリバイ         | 『Webジェイ・ノベル』2020年6月23日配信  |
| 時計屋探偵と二律背反のアリバイ     | 『Webジェイ・ノベル』2021年10月12日配信 |
| 時計屋探偵と夏休みのアリバイ       | 書き下ろし                              |

## テレビドラマ
2020年2月1日から3月14日まで、テレビ朝日の「土曜ナイトドラマ」で放送された。主演は浜辺美波。
時乃にアリバイ崩しを依頼する人物が原作では「僕」だが、ドラマでは察時に変更されるなど、ドラマオリジナルの設定に置き換えられている。
2024年4月6日、スペシャルドラマとして単発放送された（22時 - ）。

### キャスト（テレビドラマ）
美谷時乃（みたに ときの）〈20〉
演 - 浜辺美波
美谷時計店 店主。
幼いころに両親が事故で他界したため時計店を営む祖父・時生に引き取られて以来、時計修理に興味をもち修理の技術を身につけるとともに、“アリバイ崩しの名人”と呼ばれた時生からみっちりとアリバイ崩しのノウハウを仕込まれている。現在は時生も亡くなり、時計店の裏の母屋に住みながら一人で時計店をきりもりしている。勘違いから察時に空き部屋を貸すことになったのを契機に、時生から禁止されていたアリバイ崩しの依頼を一回5000円の成功報酬で引き受けるようになり、「時を戻すことができました。アリバイは、崩れました」の決め台詞とともに、難事件のアリバイをいとも簡単に崩してみせる。アリバイ崩しの危険性については認識しているが、アリバイを崩したいという衝動が勝ってしまい、ある未解決事件のアリバイ崩しでは、解決の糸口を見つけるために自ら望んで察時と一緒に殺人事件の容疑者に話を聞きに行った。
察時美幸（さじ よしゆき）〈45〉
演 - 安田顕
那野県警察本部 刑事部 管理官。警視。
警察庁勤務のキャリア組であったが、庁内の対立派閥の汚職を暴こうとして返り討ちにあい、那野県警に左遷された。妻・直美、中学1年生の娘・美咲と離れて那野へ単身赴任することになり、美谷時計店2階の時生が使っていた部屋に下宿する。プライドが高いため県警内に協力し合って事件を捜査する仲間を作ることができず、孤軍奮闘でアリバイ崩しに挑み頓挫していたところ、牧村から今は亡き“アリバイ崩しの名人”の存在を聞き、その孫娘である時乃も実はアリバイ崩しができると知って、葛藤の末に彼女にアリバイ崩しを依頼する。時乃の能力が知れ渡ると自分が時乃の力を借りて事件を解決したことがばれてしまうので、時乃に自分の専属となってもらう代わりに、捜査が行き詰まったら必ず相談することを約束する。改心した犯人に諭す際の決め台詞は「後悔しても、時は戻せないんだ」。
渡海雄馬（とかい ゆうま）〈25〉
演 -  成田凌
那野県警察本部 刑事部 捜査一課 刑事。巡査部長。
警察にも顔が利く国会議員・渡海一成の息子で、県警内の同僚や上司から常に忖度されていたので、突然やってきて偉そうに指示をしてくる察時のことが気に食わず事あるごとに彼に反発する。推理はいつも短絡的で、当たったためしがない。察時が鮮やかにアリバイを崩すことに違和感を持ち、協力者がいるのではないかと疑ったことがある。ゆくゆくは一成の跡を継ぐつもりでいる。時乃に好意を抱いており頻繁に時計店を訪れ口説こうとするが、真面目に相手をされたことがない。
樋口秀人（ひぐち ひでと）〈34〉
演 - 柄本時生
那野県警察本部 鑑識課 検視官。
オネエの検視官。察時と話すときはやたらと距離を詰めてくる。バレンタインには、時乃にマカロンのレシピを教えるなど女子力も高い。
下郷明斗夢（しもごう あとむ）〈24〉
演 - 井上雄太
那野県警察本部 刑事部 捜査一課 刑事。巡査部長。
雄馬の後輩刑事。察時のアリバイ崩しに尊敬の眼差しを送る。
堀雅人（ほり まさと）〈22〉
演 - 溝口琢矢
那野県警察本部 刑事部 捜査一課 刑事。巡査部長。
下郷と同じく雄馬の後輩。捜査一課最年少の若手刑事。
高杉カレン（たかすぎ カレン）〈22〉
演 - 是永瞳
那野県警察本部 事務員。
来客対応や事務を担当。時乃とも親しい。
美谷時生（みたに ときお）
演 - 森本レオ
時乃の祖父で、美谷時計店の前店主。故人。
生前は“アリバイ崩しの名人”として「アリバイは時計が主張の根拠となっているから、時計屋こそアリバイの問題をもっとも扱える人間」という信念のもと様々なアリバイ崩しを行っており、時乃が幼いころからそのノウハウを仕込んできたが、「アリバイ崩しは人の恨みを買う危険があるので一人でやっては駄目だ」と釘を刺していた。雄馬の父・一成とは囲碁仲間だった。察時が県警に赴任する半年前に他界している。
牧村匠（まきむら たくみ）〈52〉
演 - 勝村政信
那野県警察本部 刑事部 捜査一課 係長。
自身の部下にもかかわらず国会議員の父を持つ雄馬を「ジュニア」と呼び過剰に忖度し、彼の推理をベタ褒めする。過去に一度だけ時生にアリバイ崩しを依頼したことがあるが、その後は刑事としてのプライドから他人の推理に頼らなくなった。孫の時乃がアリバイ崩しの仕事を受け継いだことには気付いていない。
綿貫哲治（わたぬき てつじ）〈58〉
演 - 中丸新将
那野県警察本部 本部長。
県警トップにもかかわらず、常に雄馬のご機嫌を取り忖度している。時生が県警に寄贈した柱時計の定期的なメンテナンスを時乃に頼んでいる。

#### ゲスト
第1話
- 磯田幸三〈60〉（藪マンションの管理人） - 田山涼成
- 奥山新一郎〈35〉（人気推理作家） - 丸山智己
- 中島香澄〈35〉（親読出版 編集者） - 森矢カンナ
- 肉屋の店主 - 小浦一優（芋洗坂係長）

第2話
- 浜沢杏子〈42〉（那野県立医科大学医学部 教授） - 星野真里
- 菊谷吾郎〈45〉（杏子の元夫・経営コンサルタント） - 忍成修吾
- 浜沢安嵐〈30〉（杏子の弟・美容師） - 金井勇太
- 梶山達夫（那野県立医科大学医学部 研究助手） - 森準人

第3話
- 河谷純子〈32〉（河谷敏子の妹・ホステス） - 橋本マナミ
- 芝田和之〈35〉（マッサージ店「里楽贅処」の店長） - 木村了

第4話
- 稲葉茂男〈43〉（山梨県警刑事） - デビット伊東
- 原口龍平〈13〉（ペンション「時計荘」の宿泊客・中学生） - 大西利空
- 野本和彦（「時計荘」の宿泊客） - 吉田ウーロン太
- 黒岩賢一（「時計荘」の宿泊客） - 尾崎右宗
- 上寺千恵（「時計荘」の宿泊客） - 西丸優子
- 里見良介（「時計荘」のオーナー） - ノモガクジ
- 里見万希子（良介の妻） - 阿部朋子

第5話
- 和田英介〈21〉（超難関校「明央大学」の学生） - 板垣瑞生
- 富岡真司（健康器具販売会社 社長） - 田窪一世
- 古川桔平〈21〉（英介の学友） - 井上翔太

第6話
- 真壁剛士〈25〉（那野県警 組織犯罪対策課 刑事・雄馬の幼馴染） - 間宮祥太朗
- 村木キャサリン（那野県警 組織犯罪対策課・警部・通称「組対の女帝」） - 木村カエラ
- 平根勝男（大村製薬 社員） - 斎藤陽一郎

最終話
- 渡海一成〈65〉（衆議院議員・雄馬の父） - 徳光和夫
- 藤枝ミホ〈43〉（一成の議員秘書） - 西田尚美
- 名越徹（一成のもう一人の議員秘書） - 須田邦裕
- 安本孝之（一成のパーティーに参加したスーパーの店員） - 藤原智之

SPドラマ
- 渡海一成（衆議院議員・雄馬の父） - 徳光和夫（回想、連続ドラマにも登場）
- 江島聡美（東京第四病院の医師） - 高梨臨
- 朝倉正平（富宰の甥・推理小説家志望・フレンチレストラン「シェ・フカミ」の元シェフ） - 矢本悠馬
- 葉加瀬裕次郎（東京第四病院で実習中の医学生・時乃の高校の先輩・あだ名は ポアロ先輩） - 葉山奨之
- 井田泰明（富宰の甥・フットサルチーム「那野レドメインズ」の選手） - 山本涼介
- 富宰建一（フザイ建設 社長・資産家） - 春海四方
- 宇川蒔絵（富宰の姪・2サスで有名な女優） - 雛形あきこ
- 岡野塔子（宇川のマネージャー） - 鈴木アメリ
- 三田村育恵（富宰家の家政婦） - 原扶貴子
- 配達員（日本急便の宅配） - 菅裕輔
- 料理長（レストラン「シェ・フカミ」） - 新川將人
- 奥村（江島聡美の元婚約者） - 鶏冠井孝介
- 君嶋薫子（人気番組『県警密着24時』のプロデューサー） - 松本若菜
- 真壁剛士（那野県警 組織犯罪対策課 刑事・雄馬の幼馴染） - 間宮祥太朗（友情出演、連続ドラマにも登場）

### スタッフ（テレビドラマ）
- 原作 - 大山誠一郎 『アリバイ崩し承ります』（実業之日本社刊）
- 脚本 - いずみ吉紘、神田優
- 監督 - 河合勇人、星野和成、中前勇児
- 音楽 - 得田真裕
- 主題歌 - 木村カエラ「時計の針 〜愛してもあなたが遠くなるの〜」（ELA / Victor Entertainment）
- 時計監修 - 大友宏幸（連続ドラマ）、亀谷友耶（連続ドラマ）、西谷孝宏（SPドラマ）、清川治秀（SPドラマ）
- 警察監修 - 白石寿明
- 地図監修 - 今和泉隆行
- ゲーム協力 - 日本電子専門学校ゲーム制作研究科
- ゼネラルプロデューサー - 横地郁英（テレビ朝日）
- プロデューサー - 浜田壮瑛（テレビ朝日）（連続ドラマ・SPドラマ）、山本喜彦（MMJ）（連続ドラマ・SPドラマ）、神通勉（MMJ）（SPドラマ）
- 制作 - テレビ朝日、MMJ

### 放送日程
- 土曜ナイトドラマ第2期内での視聴率は歴代1位[31]。

| 各話                                                                        | 放送日         | サブタイトル           | ラテ欄                                                                    | 原作                               | 脚本       | 監督     | 視聴率 |
| --------------------------------------------------------------------------- | -------------- | ---------------------- | ------------------------------------------------------------------------- | ---------------------------------- | ---------- | -------- | ------ |
| 第1話                                                                       | 2020年 2月01日 | 死者のアリバイ         | 5000円で崩します!! 死者のアリバイ!? 殺人現場が瞬間移動                    | 時計屋探偵と死者のアリバイ         | いずみ吉紘 | 河合勇人 | 5.2%   |
| 第2話                                                                       | 2月08日        | ストーカーのアリバイ   | ストーカー夫のアリバイ!! 殺された女医 匂わせSNSの謎!?                     | 時計屋探偵とストーカーのアリバイ   | いずみ吉紘 | 河合勇人 | 4.5%   |
| 第3話                                                                       | 2月15日        | 美人姉妹のアリバイ     | 殺した記憶のないNo.1ホステス!? マッサージの時間トリック                   | 時計屋探偵と失われたアリバイ       | 神田優     | 星野和成 | 5.1%   |
| 第4話                                                                       | 2月22日        | 山荘のアリバイ         | 雪山グルメ温泉で密室殺人!! 初出張で7人のアリバイ崩し!? 雪上の時間トリック | 時計屋探偵と山荘のアリバイ         | 神田優     | 星野和成 | 4.2%   |
| 第5話                                                                       | 2月29日        | ダウンロードのアリバイ | 2つの未解決事件の点と線!? 13年の謎を結ぶ…スマホのアリバイ                 | 時計屋探偵とダウンロードのアリバイ | 神田優     | 河合勇人 | 4.2%   |
| 第6話                                                                       | 3月07日        | 最終章…凶器のアリバイ  | 最終章!! 拳銃のアリバイ!? 最凶の女帝上司                                  | 時計屋探偵と凶器のアリバイ         | 神田優     | 中前勇児 | 4.2%   |
| 最終話                                                                      | 3月14日        | 多すぎる証人のアリバイ | 最終回!! 路線バス議員が連続殺人犯!? 美人秘書の激白                        | 時計屋探偵と多すぎる証人のアリバイ | いずみ吉紘 | 星野和成 | 5.3%   |
| 平均視聴率 4.7%（視聴率はビデオリサーチ調べ、関東地区・世帯・リアルタイム） |                |                        |                                                                           |                                    |            |          |        |

| 各話                                                         | 放送日         | サブタイトル                                     | ラテ欄 | 原作                       | 脚本       | 監督     | 視聴率 |
| ------------------------------------------------------------ | -------------- | ------------------------------------------------ | --- | -------------------------- | ---------- | -------- | ------ |
| SP                                                           | 2024年 4月06日 | 浜辺美波主演! 時計屋探偵が4年ぶり一夜限りの復活! | 伝説のミステリー復活! 時計屋探偵が最高難度アリバイを崩す!! 初恋相手は連続殺人犯!? 宅配トリックと仏料理の点と線!! | 時計屋探偵と一族のアリバイ | いずみ吉紘 | 河合勇人 | 5.0%   |
| （視聴率はビデオリサーチ調べ、関東地区・世帯・リアルタイム） |                |                                                  | |                            |            |          |        |

| テレビ朝日系 土曜ナイトドラマ                           | テレビ朝日系 土曜ナイトドラマ                  | テレビ朝日系 土曜ナイトドラマ                                          |
| 前番組                                                  | 番組名                                         | 次番組                                                                 |
| ------------------------------------------------------- | ---------------------------------------------- | ---------------------------------------------------------------------- |
| おっさんずラブ-in the sky- （2019年11月2日 - 12月21日） | アリバイ崩し承ります （2020年2月1日 - 3月14日) | テレビ朝日×ABEMA共同制作 M 愛すべき人がいて （2020年4月18日 - 7月4日） |

## 配信ドラマ
特別編として主人公・時乃の幼少期、中学時代を描く全2話のオリジナルストーリー『アリバイ崩し承ります特別編 時計屋探偵とお祖父さんのアリバイ』がAbemaTVで2020年3月8日（前編）、2020年3月15日（後編）に独占配信された。
時計店で現在の時乃が察時に生前の時生からどのようにアリバイ崩しの技術を教わったかを過去を振り返る形でストーリーが展開し、前編でアリバイ崩しの問題が視聴者に示され、後編でその解答が示される構成となっている。

### キャスト（配信ドラマ）
詳細は#キャスト（テレビドラマ）を参照。
美谷時乃
演 - 浜辺美波（小学3年生時：稲垣来泉）
時計店で客の依頼でアリバイ崩しをする祖父・時生の姿にあこがれ、小学3年生の時に自分もアリバイ崩しがやりたいと時生に懇願し、彼からアリバイ崩しの練習問題が書かれたノートを手渡される。その日から中学1年生になるまでの歳月をかけ練習問題をすべて解くことでアリバイ崩しの技術を身につけている。時生の72歳の誕生日の翌日、彼からサプライズでアリバイ崩しの実技問題を与えられ、その謎解きに取り組む。
察時美幸
演 - 安田顕
生前の時生からアリバイ崩しの練習問題を与えられ技術を仕込まれたことや、公園の壁時計を使ったアリバイ崩しの実技問題の話を時乃から教えてもらう。
渡海雄馬
演 - 成田凌
故障した高級腕時計の修理依頼で高校3年生の時に美谷時計店を訪れ、その際、初対面の中学1年生の時乃に「これは将来はべっぴんさんだ」と一目惚れしている。後日、アリバイ崩しのためにトリックに使われた壁時計のある公園を訪れ帰りが遅くなった時乃が、二人組の男たちにナンパ目的で絡まれているところに出くわし、彼女を助けて時計店まで送り届ける。その際、時乃が時生とケンカして家出をしていると勘違いしており、勝手に二人の仲直りの間にはいるお節介を焼いている。
美谷時生
演 - 森本レオ
アリバイ崩しの練習問題をすべて解いた中学生の時乃に対し、時計店の振り子時計を停止させるが、その時刻には時計店から車で片道20分かかる公園にいて時計を止めることは実行不可能であることを証明する写真を用いたアリバイ工作を行い、どのようにアリバイを偽装したか推理させる実技問題を与える。

#### ゲスト（配信ドラマ）
前編
- 島田桃依、青島心、羽瀬川なぎ

後編
- 内藤秀一郎、梶田冬磨、齊藤英里、大和田南那

### スタッフ（配信ドラマ）
- 原作 - 大山誠一郎 『アリバイ崩し承ります』（実業之日本社刊）
- 脚本 - モラル
- 監督 - 松嵜由衣[注釈 4]
- 音楽 - 得田真裕
- ゼネラルプロデューサー - 横地郁英（テレビ朝日）
- プロデューサー - 浜田壮瑛（テレビ朝日）、山本喜彦（MMJ）、神通勉（MMJ）
- 制作 - テレビ朝日、MMJ

### 配信日程
| 各話  | 配信日程 | サブタイトル                          | 原作                             | 脚本   | 監督     |
| ----- | -------- | ------------------------------------- | -------------------------------- | ------ | -------- |
| 第1話 | 3月08日  | 時計屋探偵とお祖父さんのアリバイ 前編 | 時計屋探偵とお祖父さんのアリバイ | モラル | 松嵜由衣 |
| 第2話 | 3月15日  | 時計屋探偵とお祖父さんのアリバイ 後編 | 時計屋探偵とお祖父さんのアリバイ | モラル | 松嵜由衣 |

## 漫画
2020年2月2日から実業之日本社の『COMICリュエル』で配信された。作画はsanorinが担当している。内容は原作に忠実で、「時計屋探偵とストーカーのアリバイ」、「時計屋探偵とお祖父さんのアリバイ」、「時計屋探偵と山荘のアリバイ」が漫画化された。
- sanorin（漫画）・大山誠一郎（原作） 『アリバイ崩し承ります』 実業之日本社〈リュエルコミックス〉
  - 2020年2月20日発売[46]、ISBN 978-4-408-415536